# Зелёная экологическая партия (Молдова)
Зелёная экологи́ческая па́ртия (рум. Partidul Verde Ecologist) — политическая партия в Республике Молдова. Образована 9 апреля 1992 года. До 15 июля 2012 года носила название Экологическая партия Молдовы «Зелёный альянс».

## Руководство партии
- Виталий Маринуца — председатель Зелёной экологической партии
- Анатолий Прохницкий — первый вице-председатель Зелёной экологической партии
- Ольга Афанас — вице-председатель Зелёной экологической партии
- Аннаслав Яковенко — вице-председатель Зелёной экологической партии
- Эрика Зучек — вице-председатель Зелёной экологической партии
- Алеку Реницэ[рум.] — почётный председатель Зелёной экологической партии
- Андрей Думбрэвяну — председатель Национального совета Зелёной экологической партии
- Валерий Гараба — председатель молодёжной организации Зелёной экологической партии

## Результаты на выборах
На парламентских выборах 1994 года Экологическая партия Молдовы «Зелёный альянс» получила 0,40 % голосов избирателей, не преодолев избирательный порог в 4 %.
Экологическая партия Молдовы «Зелёный альянс» приняла участие во всеобщих местных выборах 16 апреля 1995 года в составе блока «Альянс демократических сил».
На парламентских выборах 1998 года Экологическая партия Молдовы «Зелёный альянс» участвовала в составе блока «Демократическая Конвенция Молдовы». Блок набрал 19,42 % голосов, преодолев избирательный порог в 4 %.
Экологическая партия Молдовы «Зелёный альянс» приняла участие во всеобщих местных выборах 23 мая 1999 года в составе блока «Демократическая Конвенция Молдовы».
Экологическая партия Молдовы «Зелёный альянс» приняла участие во всеобщих местных выборах 25 мая 2003 года в составе блока «Социал-либеральный альянс Moldova Noastră (Наша Молдова)».
Экологическая партия Молдовы «Зелёный альянс» приняла участие во всеобщих местных выборах 3 июня 2007 года, получив следующие результаты:
- В Mуниципальные и районные советы — 0,18 % голосов.
- В Городские и сельские советы — 0,19 % голосов и 12 мандатов.
- 2 кандидата партии были избраны примарами (0,22 %).

На досрочных парламентских выборах 2009 года Экологическая партия Молдовы «Зелёный альянс» получила 0,41 % голосов избирателей, не преодолев избирательный порог в 5 %.
На досрочных парламентских выборах 2010 года Экологическая партия Молдовы «Зелёный альянс» получила 0,08 % голосов избирателей, не преодолев избирательный порог в 4 %.
Экологическая партия Молдовы «Зелёный альянс» приняла участие во всеобщих местных выборах 5 июня 2011 года, получив следующие результаты:
- В Mуниципальные и районные советы — 0,26 % голосов и 2 мандата.
- В Городские и сельские советы — 0,37 % голосов и 25 мандатов.
- 2 кандидата партии были избраны примарами (0,22 %).

На всеобщих местных выборах 2011 года Экологическая партия Молдовы «Зелёный альянс» получила наилучшие результаты в Ниспоренском районе (4,63 %) и в Криулянском районе (3,00 %).
На парламентских выборах 2014 года Зелёная экологическая партия получила 0,09 % голосов избирателей, не преодолев избирательный порог в 6 %.
Зелёная экологическая партия приняла участие во всеобщих местных выборах 14 июня 2015 года, получив следующие результаты:
- В Mуниципальные и районные советы — 0,10 % голосов.
- В Городские и сельские советы — 0,09 % голосов и 5 мандатов.
- Примаром никто не стал.